# Cricotopus breviantennatum
Cricotopus breviantennatum är en tvåvingeart som beskrevs av Zelentsov 2001. Cricotopus breviantennatum ingår i släktet Cricotopus och familjen fjädermyggor. Inga underarter finns listade i Catalogue of Life.